# Stavs gård

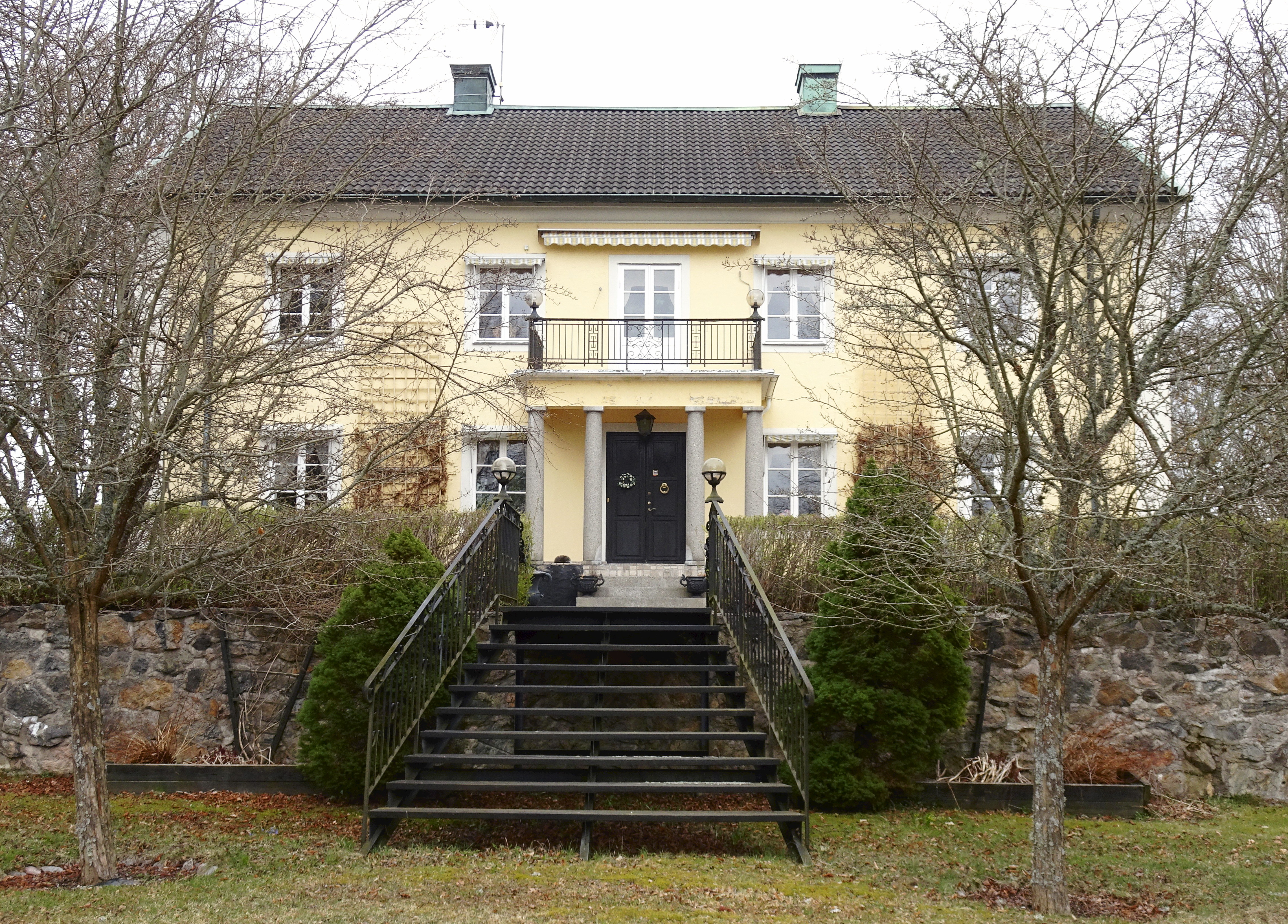
Stavs gårds huvudbyggnad, 2017.

Stavs gård är en herrgård belägen nära orten Skilleby i Hölö socken i Södertälje kommun. Gården har rötter tillbaka till medeltiden. Nuvarande huvudbyggnad uppfördes 1868 och moderniserades 1932. Enligt kommunen utgör Stav ”… en innehållsrik miljö av fornlämningar, och en intressant gårdsstruktur av mangård, välbevarade stora ekonomibyggnader och torp. Den har stor betydelse för det öppna kulturlandskapet”.

## Historik

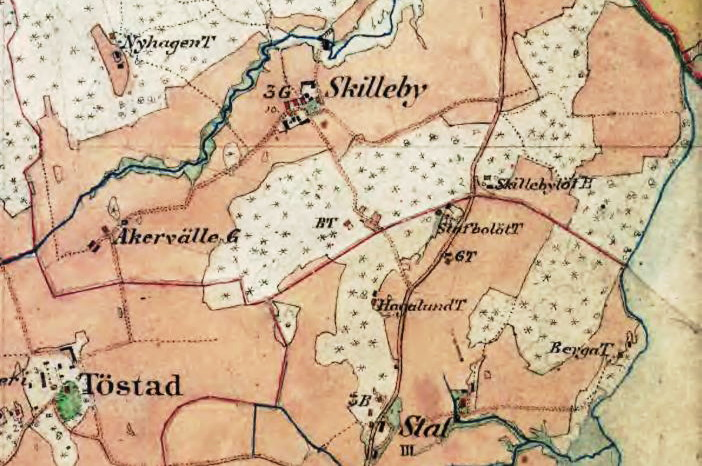
"Skaf" med omgivning på häradsekonomiska kartan från 1880-talet.

Trakten har en lång bebyggelsekontinuitet som gravar från brons- och järnåldern tyder på. Äldsta skriftliga belägg (Sthawij, Stafwi) härrör från år 1361 respektive 1401. Ursprungligen var Stav en by bestående av fem gårdar (ett skattehemman, ett kronohemman, ett kyrkohemman och två frälsehemman). 1551 beskrivs egendomens marker som ”god ängsmark, ingen timmer- eller svedjeskog men gott mulbete och dito fiskevatten”. Under 1600-talet lades Stav under Brandalsund av landshövdingen friherre Erik Lovisin. Han lät slå samman de fem gårdarna till en enhet som sedan blev utgård till Brandalsund.
Strax väster om dagens gårdsanläggning sträcker sig en gammal färdväg, som sedermera blev till Riksettan (idag länsväg 525 och en del av Utflyktsvägen). På 1600- och 1700-talen fanns vid Stav ett gästgiveri med krog och skjutsstation där man kunde vila och byta hästar.

## Stavs gård idag
Stav ägdes av flera generationer Lovisin. Den siste hette Eric Lovisin som år 1911 sålde egendomen till en medlem i släkten Boije af Gennäs. 1932 förvärvades Stav av direktör J.B.A. Kleist. Nuvarande mangårdsbyggnad uppfördes 1868 och byggdes om 1932 under Kleist, varvid exteriören delvis förändrades. Idag är huvudbyggnaden ett ljusgult putsat hus i två våningar under ett sadeltak. På entrésidan finns en altan som bärs upp av fyra kolonner. Öster om gården sträcker sig egendomen med öppna hagar ner till Stavbofjärden. Söder om huvudbyggnaden står ett äldre rödmålat magasin. Dagens ekonomibyggnader byggdes 1918 och på 1930-talet tillkom arbetarbostäder.
Idag hör Savs gård till en av socknens större gårdar. På gårdens ägor drivs fortfarande aktivt jordbruk. Gården brukar även en stor andel mark på Ledarön i Stavbofjärden. Nuvarande ägare är Clover Förvaltnings AB.

## Bilder

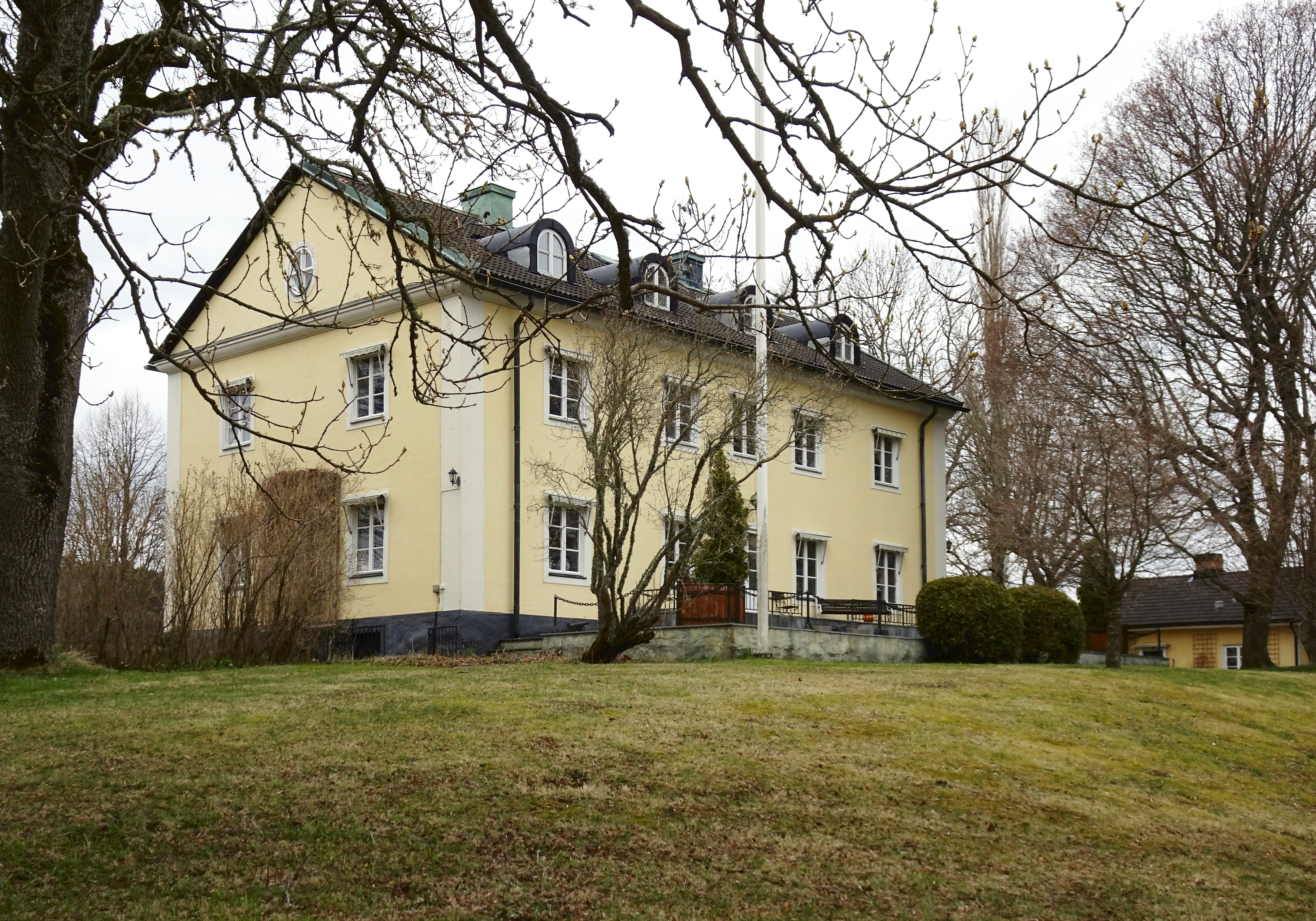
Huvudbyggnaden.
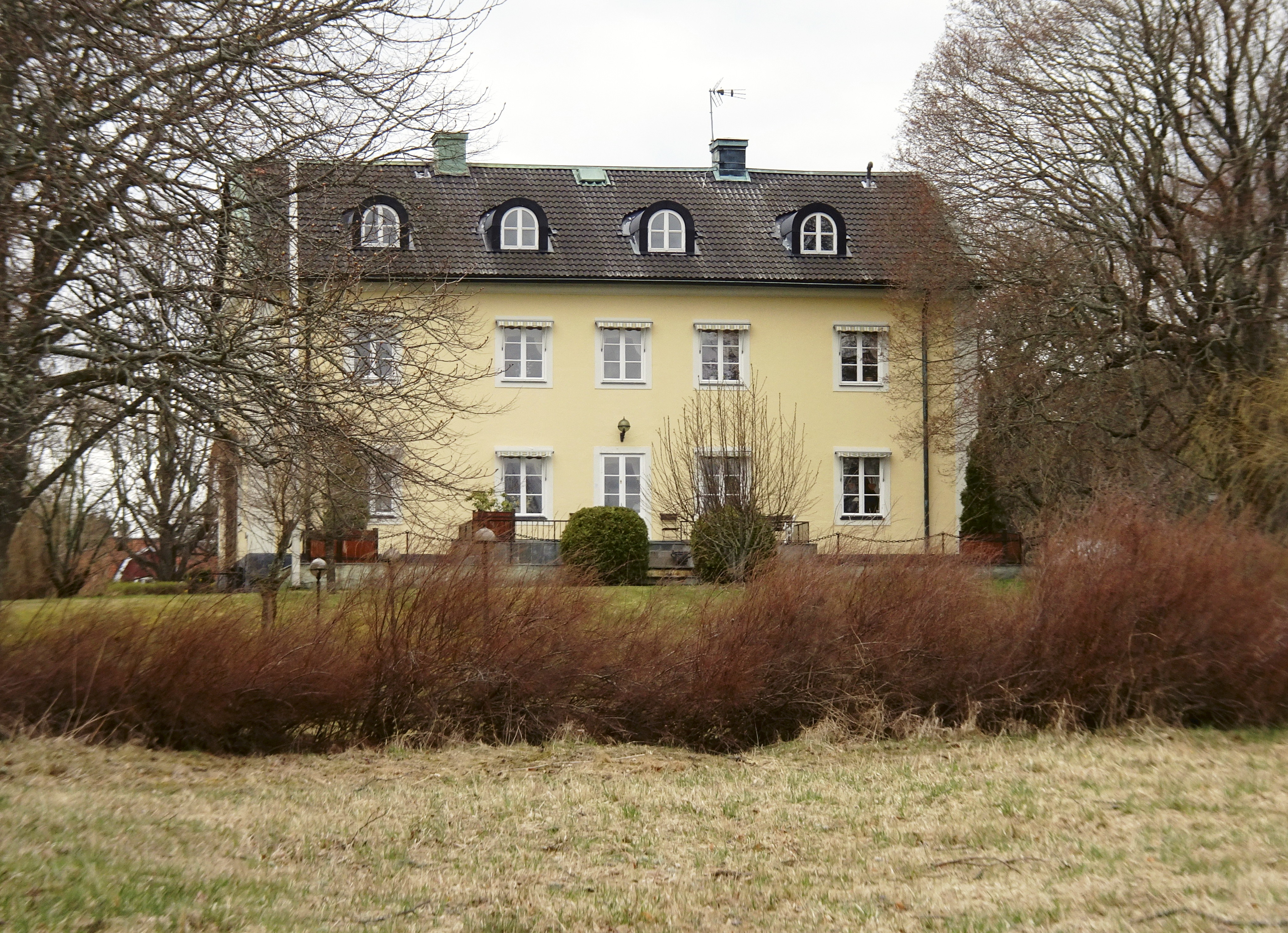
Huvudbyggnaden fasad mot öster.
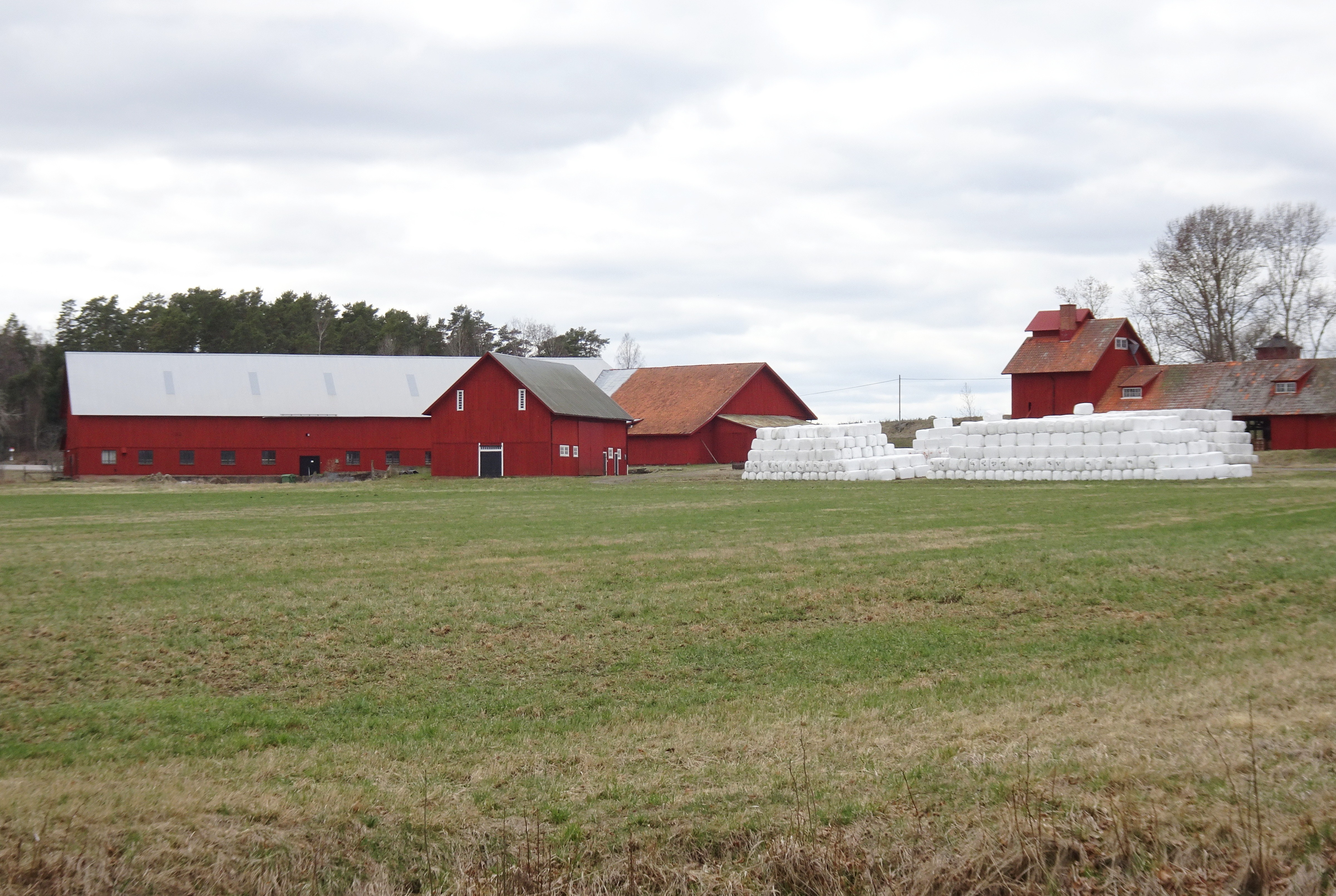
Ekonomibyggnader.
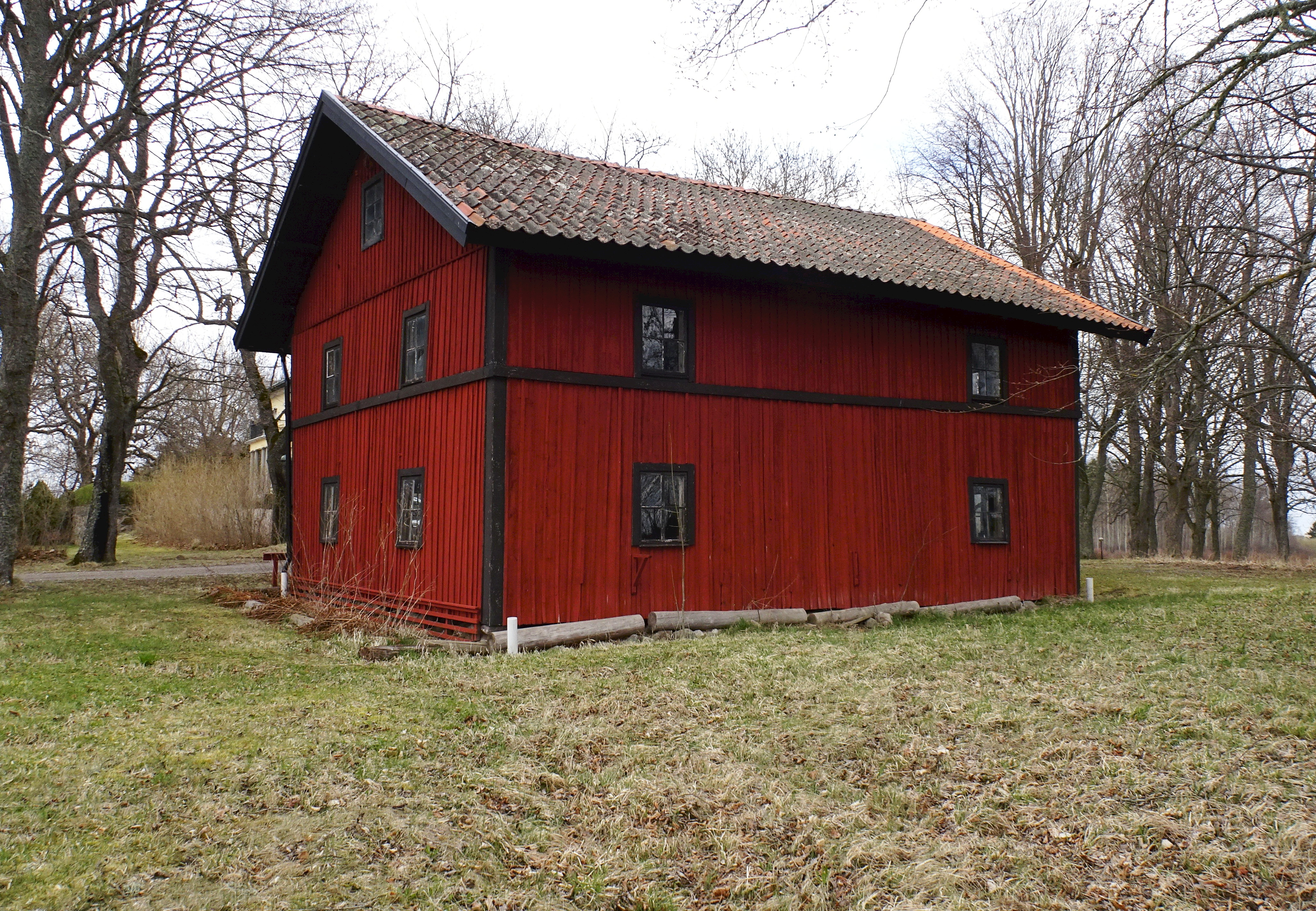
Magasinet.